# Bibliothèque de Sorbonne Université
La bibliothèque de Sorbonne Université (BSU) est un réseau de 18 bibliothèques universitaires de Sorbonne Université, organisé en un service commun de la documentation créé en 2018,. Elle est issue de la fusion des services communs de la documentation de l'université Pierre-et-Marie-Curie (le BIUSJ) et de l'université Paris-Sorbonne, anciennement situé au 28, rue Serpente.
Elle est associée au réseau national de coopération entre bibliothèques GIS CollEx-Persée dans le domaine « Géosciences et environnement ».

## Organisation
Le service commun de la documentation (SCD) de l'université est réparti en trois pôles documentaires sur plusieurs sites :
- le pôle « Lettres », rattaché à la faculté des Lettres :
  - bibliothèque Malesherbes : ouverte en 1999, spécialisée dans les langues, littératures et civilisations étrangères des domaines germanique, néerlandais, nordique, slave, italien et roumain, avec une collection de 250 000 ouvrages ;
  - bibliothèque Clignancourt : généraliste, 70 000 ouvrages ;
  - bibliothèque Serpente, au sein de la Maison de la recherche : spécialisée en histoire (ancienne, moderne et contemporaine) et en sciences humaines (humanités, sciences sociales et politiques), 55 000 ouvrages ;
  - bibliothèque Marcel-Bataillon, pour les études ibériques et latino-américaines ;
  - bibliothèque Michelet, au centre Michelet : spécialisée en art et archéologie, musique et musicologie, elle a été créée en 1996 et succède à la bibliothèque d’Art et d’Archéologie Jacques-Doucet. Environ 100 000 volumes ;
- le pôle « Sciences », rattaché à la faculté des Sciences et ingénierie – toutes situées sur le campus Pierre-et-Marie-Curie[6]:
  - bibliothèque de L1
  - bibliothèque des Licences (BDL)
  - bibliothèque de l’Atrium
  - bibliothèque de Géosciences et environnement
  - bibliothèque de Mathématiques Informatique recherche
  - bibliothèque de Biologie-Chimie-Physique recherche
- le pôle « Santé », rattaché à la faculté de Santé :
  - bibliothèque de la Pitié-Salpêtrière, située au 91 boulevard de l'Hôpital ;
  - bibliothèque Dechaume, 47 boulevard de l'Hôpital ;
  - bibliothèque Charcot, située au sein de l'Institut du Cerveau (ICM), au 47 boulevard de l'Hôpital ;
  - bibliothèque Saint-Antoine, située au 27 rue de Chaligny ;
  - bibliothèque Axial-Caroli, située au 184 rue du Faubourg Saint-Antoine.

Plusieurs bibliothèques sont associées au SCD (bibliothèque du CELSA, bibliothèque du Centre d'études catalanes, bibliothèque de l'Institut d'études augustiniennes, Bibliothèque de l’Observatoire océanologique de Banyuls-sur-Mer, etc.). Il existe également des bibliothèques d'UFR. Enfin, les étudiants de Sorbonne Université ont accès aux différentes bibliothèques interuniversitaires de Paris : bibliothèque de la Sorbonne, bibliothèque Sainte-Barbe, bibliothèque Sainte-Geneviève, Bibliothèque universitaire des langues et civilisations (BULAC), etc.
La bibliothèque de Sorbonne Université (BSU) réunit également – avec le SCD de Paris-Nanterre – une partie des collections de l'ancienne bibliothèque universitaire centrale des étudiants malades,.

## Histoire

### La bibliothèque universitaire Pierre-et-Marie-Curie (BUPMC)
En 1970, les collections scientifiques modernes (depuis 1945 environ) de la bibliothèque de la Sorbonne, alors siège de la bibliothèque de l'université de Paris, sont transférées à Saint-Victor (appelé Campus de Jussieu) pour former la Bibliothèque interuniversitaire scientifique de Jussieu (BIUSJ).
En 2006, la BIUSJ adopte une direction commune avec le Service commun de la documentation médicale (SCDM) de l'UPMC et fusionne au sein de la bibliothèque universitaire Pierre-et-Marie-Curie (BUPMC).
La bibliothèque universitaire Pierre-et-Marie-Curie était le service commun de la documentation de l'UPMC (université Pierre-et-Marie-Curie / Paris 6). Elle résultait de la fusion des deux SCD de l'université : la BIUSJ (bibliothèques de science du campus Jussieu), et le SCDM (service commun de la documentation médicale: bibliothèques implantées dans les hôpitaux liés à l'UPMC).
Elle rassemblait 14 bibliothèques intégrées (7 scientifiques et 7 médicales) et compte 13 bibliothèques associées.